# Don't Call Me Angel
Don't Call Me Angel, ook wel Don't Call Me Angel (Charlie's Angels), is een single van de Amerikaanse zangeressen Ariana Grande, Miley Cyrus en Lana Del Rey. Het nummer werd uitgebracht op 13 september 2019 door Republic Records, als hoofdsingle voor de soundtrack van de film Charlie's Angels uit 2019.